# Hombres de armas (novela)
Hombres de armas es un libro de fantasía escrito por Terry Pratchett. Es el decimoquinto libro de su saga Mundodisco y el segundo del Arco de la Guardia, publicado en 1993.

## Argumento
Edward d'Eath, heredero de una familia noble venida a menos y miembro del Gremio de Asesinos, cree que restaurar la monarquía en Ankh-Morpork revertiría los cambios sociales en la ciudad y con ello, restauraría los días de gloria de su familia. Con este fin investiga los archivos de la ciudad y descubre que el cabo Zanahoria, un miembro de la guardia de la ciudad, es el desaparecido legítimo heredero al trono, tras lo cual comienza a implementar un plan para asesinar al actual gobernante de Ankh-Morpork, el Patricio Lord Vetinari, y recuperar el trono real.
Mientras tanto, el capitán Samuel Vimes pasa sus últimos días en el cargo como miembro de la guardia de la ciudad antes de casarse con Lady Sybil Ramkin, su prometida y la mujer más rica de Ankh-Morpork. Durante este tiempo, tiene que lidiar con un grupo de nuevos reclutas que se supone que representan la mayor cantidad posible de minorías étnicas de la ciudad: la mujer lobo Angua, el troll Detritus y el enano Cuddy.
Sam y los nuevos reclutas están ocupados resolviendo una serie de incidentes aparentemente sin relación: una irrupción en el Gremio de Asesinos donde supuestamente nada fue robado y la muerte de un enano herrero. Más tarde, son encontrados los cuerpos de Beano, un miembro del Gremio de Payasos y posteriormente de la doncella de la Reina Molly del Gremio de los Mendigos; en los cadáveres, los guardias encuentran agujeros inusualmente grandes. Lord Vetinari finge que quiere prohibir que Sam investigue estos incidentes, dándole con ello una motivación adicional para resolver los crímenes.
Como parte de este trabajo de reconocimiento, el enano Cuddy y el troll Detritus se ven obligados a trabajar juntos, aunque en realidad se resisten a hacerlo debido a los fuertes prejuicios y mutuo odio racial que hay entre ambas especies, pero en el transcurso del trabajo, ambos se hacen amigos. Angua, a su vez, conoce al perro parlante Gaspode y solicita su ayuda mientras ella, en forma de lobo, continúa su investigación por la noche. También forma lazos románticos con el cabo Zanahoria, lo que le significa muchas dificultades debido no solo a que su licantropía es un secreto, sino también al hecho de que el joven fue criado por enanos y comparte su rechazo hacia las razas de no-muertos. 
Una noche juntos, después de perder su virginidad con ella, descubre que es en realidad un hombre lobo, Zanahoria reacciona torpemente y asustado al principio, lo que Angua interpreta como una muestra de rechazo y huye, sin notar que Zanahoria enseguida se arrepiente e intenta buscarla sin éxito. Por su parte, mientras Cuddy y Detritus patrullan, el troll resulta herido al usar su cuerpo de roca como escudo para proteger a su compañero de un tirador que les dispara unos extraños y potentes proyectiles, lo que finalmente derriba todo prejuicio entre ambos. 
La Guardia de la Ciudad finalmente descubre a través de su investigación que los eventos aparentemente inconexos son piezas de un evento mucho más peligroso: el payaso y la sirvienta fueron bajas colaterales cuando d'Eath abrió un agujero desde el Gremio de Mendigos hasta la sala del Gremio de Asesinos; allí robó el Gonne, la primera y única arma de fuego del Mundodisco que, como todo objeto único y poderoso que se origina en ese mundo mágico, es autoconsciente y además corrompe y controla a su portador, por ello, Lord Vetinari y el Doctor Cruces, líder del Gremio de asesinos, lo mantenían oculto y contenido; posteriormente d'Eath llevó el gonne a la fragua del enano para repararlo, pero el arma se dispars hiriendo fatalmente al herrero, por lo que deciden dar caza al muchacho conscientes de su intención de asesinar al Patricio. 
Mientras tanto, Gaspode logra ubicar a Angua y hacerle entender que los sentimientos entre ella y Zanahoria son mutuos y trascienden a sus especies, motivándola a regresar y proteger al cabo durante la persecución.
La guardia logra frustrar el intento de asesinato del gobernante de la ciudad, pero en el enfrentamiento contra el asesino, Cuddy y Angua mueren. Después de una persecución, Vimes y Zanahoria logran acorralar al agresor descubriendo que el perpetrador en realidad es el Doctor Cruces. Tras la muerte del herrero, d'Eath visita al jefe del gremio y le revela su plan junto con las evidencias del linaje de Zanahoria, pero Cruces, que deseaba el arma, asesina al joven y se hace cargo de llevar a cabo el plan de asesinato.
Cruces le muestra a Zanahoria la evidencia de su ascendencia real y le propone matar a Vimes, único testigo, para continuar con el plan de convertirlo en gobernante de la ciudad bajo su guía. Para su sorpresa, esto solo motiva a que Zanahoria lo asesine a sangre fría como una forma de evitar que lo alejen de su amada guardia y de su vida ordinaria.
Una vez resuelto el caso, Zanahoria intercepta y detiene a Detritus, quien, enloquecido de dolor por la muerte de Cuddy y enterado de que el culpable había sido Cruces, decide vengarse acabando con el Gremio de Asesinos y todos sus miembros. Gracias al cabo, el troll desiste tras comprender que esto decepcionaría a Cuddy y mancharía su memoria.
Angua resulta no estar realmente muerta, ya que como mujer lobo solo se la puede matar con armas de plata, por lo que logra reconciliarse con Zanahoria e inician una relación. La guardia realiza un funeral para Cuddy con todos los honores de un agente caído en servicio del deber y por medio de comentarios se insinúa que Zanahoria destruyó toda evidencia de su origen noble y usó el gonne para crear un arma que pone en el ataúd de Cuddy, cuya hacha de batalla se destruyó durante su muerte y, según las tradiciones enanas, no debía llegar al otro mundo sin portar un arma digna.
Sam y Sybil contraen matrimonio al final de la novela, pero el capitán decide no retirarse ya que ha comprendido que aun hay mucho por hacer. Zanahoria usa su conocimiento recién adquirido sobre su linaje para negociar mejoras en la guardia de la ciudad y convertirla en un verdadero cuerpo de policía, siendo además ascendido a Capitán mientras que Sam ocupa el recién creado puesto de Comandante de la Guardia.